# We'll Bring the House Down
We'll Bring the House Down è il nono album in studio del gruppo rock inglese Slade, pubblicato nel 1981.

## Tracce
1. We'll Bring the House Down – 3:32
2. Night Starvation – 3:05
3. Wheels Ain't Coming Down – 3:37
4. Hold on to Your Hats – 2:33
5. When I'm Dancin' I Ain't Fightin' – 3:09
6. Dizzy Mamma – 3:37
7. Nuts Bolts and Screws – 2:29
8. My Baby's Got It – 2:35
9. Lemme Love into Ya – 3:26
10. I'm a Rocker (Chuck Berry) – 2:42

## Formazione
- Noddy Holder - voce, chitarra
- Dave Hill - chitarra
- Jim Lea - basso
- Don Powell - batteria